# Alsate
Alsate (in Sehende  ... ; 1820 circa – 1881 / 1882) è stato un condottiero e capo nativo americano della divisione Apache Mescalero (Sehende), appartenente alla sottodivisione Limpia e alla banda Chisos.

## Biografia
Alsate era figlio di Josè Miguel Maria del Refugio Sabas Muzquiz Gonzalez, rapito da bambino e adottato in una banda Limpia Mescalero, e di una donna Mescalero; la data di nascita del capo, riconosciuto dai Messicani come Pedro Muzquiz, è spesso collocata nell'anno 1817, ma la fondatezza dell'ipotesi è altamente improbabile, considerato che il padre risulta nato il 3 dicembre 1800, e che nessun giovane Apache avrebbe potuto prendere moglie e avere un figlio a soli 17 anni; il nome Alsate deriverebbe da quello del cap. Francisco Arzate, col quale il capo Mescalero ebbe rapporti tali per cui l'ufficiale messicano avrebbe intercesso per lui anche in occasione della condanna capitale. Il giovane Alsate sarebbe stato notato in occasione del fallito attacco contro Santa Rosa di Coahuila programmato dai Mescaleros e Lipan Apache per il 24 dicembre 1849.
I Mescaleros, e in particolare le bande appartenenti alle divisioni meridionali Guadalupe e Limpia, erano diventati assidui frequentatori di "Fort Leaton" stabilito nel 1848 da un nordamericano chiamato Ben Leaton che aveva acquisito le enormi rovine di un'antica struttura in adobe, nota come “El Fortin”, situata sulla riva texana del Rio Grande a otto km da Presidio (Texas), e aveva comprato i terreni circostanti adiacenti al fiume; riattate le vecchie rovine, ingrandendole fino a creare una “hacienda” dotata di magazzini e corrales, in cambio del bottino dei razziatori Apache il trafficante li riforniva di armi, polvere da sparo e munizioni varie, e i Chisos divennero suoi attivissimi clienti e fornitori. Nei decenni 1850' e 1860' Alsate, ormai assurto al ruolo di capo di guerra e poi di capo della banda Chisos, nonché di uno fra i più importanti capi Limpia Mescalero dopo la scomparsa di Gomez, divenne uno fra i più noti scorridori Apache, operando tra il Texas, il Chihuahua e il Coahuila e dominando l'area del Big Bend texano.
Mentre i Mescaleros settentrionali (Sierra Blanca e Sacramento) erano stati costretti, nei decenni 1860' e 1870' ad accettare il confinamento in riserva, i Mescaleros meridionali (Guadalupe e Limpia) rimasero liberi e non rinunciarono alle scorrerie sui due lati del confine del Rio Grande, eventualmente associandosi coi Mimbreños o coi Lipans; nel 1874, anzi, nel corso di un concilio convocato dal capo Carnoviste (la cui banda, presumibilmente Guadalupe o forse Limpia Mescalero, era stata ripetutamente assalita e decimata dai Comanche) tra gli Apache del New Mexico (oltre a bande di Mimbreños, bande di Mescaleros, comprese verosimilmente le bande Sacramento di Caballero e di San Juan, e i Lipans guidati dal capo Avispa Colorada), Alsate ebbe probabilmente un ruolo non secondario quando Victorio convinse i presenti a inviare messaggeri di pace ai Comanche e a stipulare con questi un'alleanza, alla quale due mesi più tardi aderirono anche i Kiowa, per resistere insieme contro i bianchi. La fuga di Victorio dalla riserva indiana di San Carlos nel settembre 1877 mise in allarme i militari in tutto il territorio Apache, e nel novembre-dicembre 1877 uno squadrone dell'8º Cavalleria, al comando del cap. S. B. Young, con un contingente di scouts [negro-]Seminole al comando del ten. John L. Bullis, inseguì per alcune settimane la banda di Alsate e dei suoi sottocapi Zorrillo (Chisos Limpia Mescaleros) e Colorado (probabilmente capo di una banda Lipan unitasi ai Mescaleros, e in tal caso verosimilmente identificabile con Avispa Colorada), sorprendendola il 4 dicembre e uccidendo due guerrieri prima che gli Apache riuscissero a sganciarsi, verosimilmente riparando nel Chihuahua. Alsate si sentiva comunque al sicuro nel suo rifugio nei pressi di San Carlos di Chihuahua, ma nel 1878, a fronte delle rimostranze da parte della popolazione e anche dei Governatori di Chihuahua e Coahuila, il Presidente messicano Porfirio Díaz emanò l'ordine di risolvere il problema, e, verso la fine dell'anno, le truppe messicane al comando del col. S. Ortiz e del col. J. Garza Galan sorpresero i Mescaleros accerchiando la rancheria a Ojo de los Apaches e catturando l'intera banda di Alsate. Gli Apache furono deportati a Ciudad Mexico per essere imprigionati nel carcere della "Acordada", ma i rapporti di famiglia indussero il gen. Blanco Muzquiz, primo cugino del capo Mescalero e stretto collaboratore del Presidente Diaz, a ottenere la scarcerazione di Alsate e dei suoi dopo circa un anno, e nel dicembre 1879 i Chisos scomparvero, facendo ritorno alle loro terre.
Nel marzo 1880, tuttavia, essendo riprese le scorrerie ed essendo al suo culmine la crisi determinata dalle imprese di Victorio, l'ordine di eliminare i Chisos fu rinnovato, e Alsate (forse confidando eccessivamente nella propria forza e nella propria posizione) cadde in trappola: attirato a San Carlos di Chihuahua per una "fiesta", fu nuovamente catturato, con tutta la sua banda, dalle truppe del col. Ortiz, i prigionieri (63 guerrieri e circa 150 donne e bambini) furono venduti come schiavi, mentre Alsate e i suoi sottocapi, Zorrillo e Colorado, furono impiccati a Ojinaga nel 1881 o nel 1882.